# Ai-Da

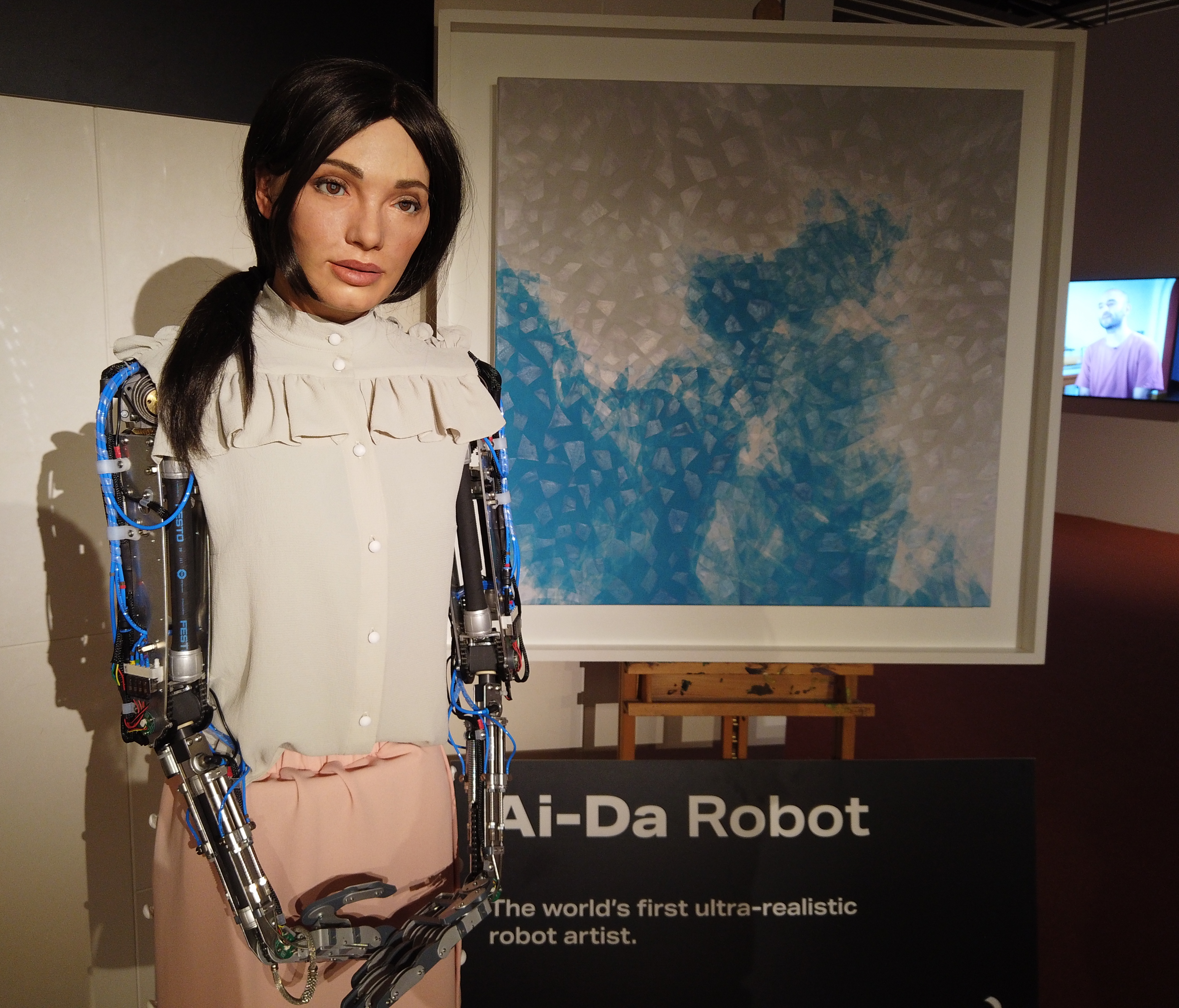
Ai-Da auf der Abu Dhabi Art 2019

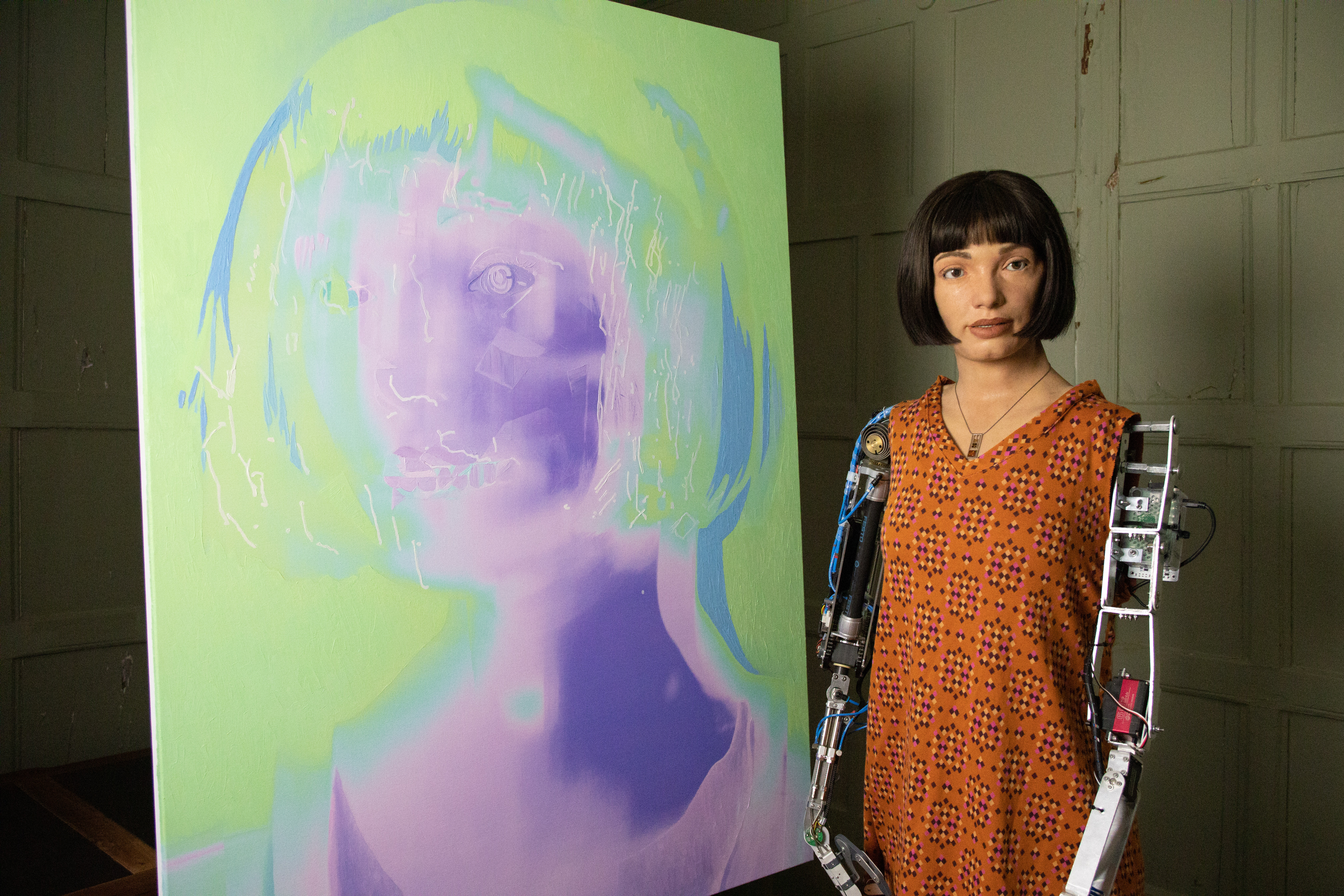
Ai-Da mit Selbstporträt (2021)

Ai-Da ist ein humanoider Roboter, laut Entwickler „die erste ultrarealistische Roboterkünstlerin der Welt“. Die Androidin wurde im Februar 2019 erstmals der Öffentlichkeit vorgestellt. Mithilfe von Kameras in ihren Augen, einem Roboterarm und künstlicher Intelligenz kann sie zeichnen, malen, sprechen und Fragen beantworten. Ihren Namen erhielt sie zu Ehren der Mathematikerin Ada Lovelace; gleichzeitig ist der Name eine Anspielung auf Verdis Oper sowie auf AI, die englische Abkürzung für Artificial Intelligence.

## Geschichte
Ai-Da wurde von dem britischen Galeristen Aidan Meller in Zusammenarbeit mit Engineered Arts geschaffen, einem Robotikunternehmen mit Sitz in Cornwall. Die Grafikalgorithmen, die ihr das Zeichnen ermöglichen, wurden von KI-Forschern an der Universität Oxford entwickelt, und ihr Zeichenarm von Salaheldin Al Abd und Ziad Abass, Studenten der School of Electronic and Electrical Engineering der University of Leeds. Im April 2022 wurde Ai-Da mit einem neuen Arm ausgestattet, der es ihr ermöglichte, mit einer Palette zu malen.
Seit ihrem Debüt 2019 nahm Ai-Da an zahlreichen Events und Ausstellungen teil, wie zum Beispiel 2019 an der Ars Electronica in Linz. 2020 präsentierte sie einen TEDx Talk in Oxford und war in einem Video der Rockband The 1975 zu sehen. 2021 war Ai-Da nach Ägypten eingeladen, an der ersten Kunstausstellung vor den Pyramiden von Gizeh teilzunehmen; bei der Einreise wurde sie zehn Tage lang von den Grenzbehörden festgehalten, da man mögliche Spionage vermutete. 2022 war sie im House of Lords zu Gast. Zum Platin-Thronjubiläum von Elisabeth II. präsentierte Ai-Da ein von ihr angefertigtes Porträt der Queen. Das von ihr geschaffene Gemälde AI-God, ein Porträt von Alan Turing, erzielte im November 2024 bei einer Versteigerung des Auktionshauses Sotheby’s einen Erlös von 1,2 Millionen Euro.
Neben Zeichnungen und Gemälden ist Ai-Da auch in der Lage, Gedichte zu verfassen. So trug sie zum 700. Todestag Dantes an der Universität Oxford ein eigenes Gedicht im Stil des Meisters vor.